# Felipa de Souza
Filipa de Sousa (Tavira, Portugal, 1556 - Brasil, 1600) fue condenada por «prácticas nefandas» por la Inquisición en la colonia portuguesa de Brasil. Se ha dado su nombre al premio de los Derechos humanos de la Comisión Internacional Gay y Lésbica de Derechos Humanos (International Gay and Lesbian Human Rights Commission).

## Vida

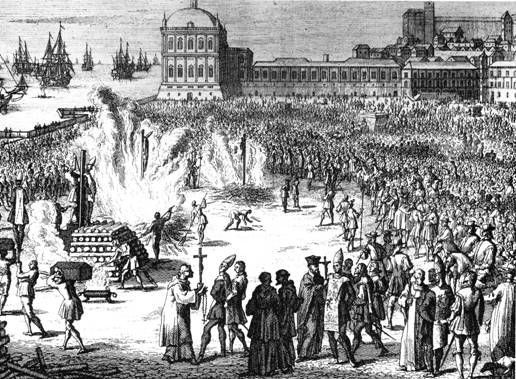
Un auto de fe en el Terreiro do Paço de Lisboa

Todavía en Portugal, De Sousa fue expulsada por sodomía de un convento de monjas. Llegó a Brasil en fecha ignorada. Viuda, alfabetizada (hecho poco común en la época), se casó en segundas nupcias con Francisco Pires, albañil de profesión, en Salvador de Bahía.
En 1591, la Inquisición portuguesa comenzó a visitar el noreste de Brasil. Su centro estaba en Salvador de Bahía, por entonces capital de la colonia. El 20 de agosto de 1591, Paula de Sequeiro, una cristiana vieja de 40 años, acusada de posesión de un libro prohibido, fue una de las primeras en confesar sus pecados ante la Inquisición. En su confesión al padre Heitor Furtado de Mendonça mencionó a la viuda Filipa de Sousa como alguien con la que había compartido muchos momentos de pasión corporal y afirmaba que recibía de ella cartas de amor desde hacía dos años. 

Estando ela confessante em sua casa nesta cidade, veio a ela a dita e ambas tiveram ajuntamento carnal uma com a outra por diante e ajuntando seus vasos naturais um com o outro, tendo deleitação e consumando com efeito o cumprimento natural de ambas as partes como se propriamente foram homem com mulher.
Estando la confesante en su casa en esta ciudad, vino a ella la mencionada y ambas tuvieron ayuntamiento carnal una con la otra por delante y adjuntando sus vasos naturales uno con el otro, teniendo delectación y consumando con efecto el cumplimiento natural de ambas partes como si propiamente fueran hombre con mujer.

Conscientes de que el «crimen vergonzoso y anormal de la sodomía» estaba castigado con la pena de muerte, pero que las confesiones despertaban la simpatía de los inquisidores, muchas mujeres, llevadas por el pánico, confesaron relaciones con De Sousa.
En la época había 29 mujeres acusadas del mismo delito en la capitanía de Bahía. De Sousa debió levantar mucha desconfianza en el pueblo que era Salvador, ya que fue la única de las acusadas que tuvo que aparecer ante el tribunal. Durante el juicio confesó tener relaciones íntimas con De Sequeiro y declaró sin vergüenza que esa relación había ofrecido mucho amor y afecto corporal.
Fue declarada culpable y su pena fue más leve que la que le hubiese caído en Europa para un delito similar. El 4 de enero de 1592 fue condenada al exilio. Descalza, vestida con una sencilla túnica y llevando una vela encendida en la mano tuvo que escuchar sus delitos en la catedral, luego fue atada a la picota y flagelada de forma pública, haciendo de ejemplo para todos los habitantes. Como penitencia, le fue ordenado ayunar pan y agua quince viernes y nueve sábados. Después fue expulsada del estado de Bahía, llevándose «sus vicios y mala reputación». Además de estos castigos, el deshonor y la humillación pública, tuvo que pagar los costes del juicio, 992 réis, lo que equivalía al sueldo mensual de un marinero o tres meses de un trabajador.
Su acusadora tuvo una pena más leve, se cree que por ser esposa del proveedor de Hacienda, fue condenada a sólo 6 días de prisión y al pago de 50 cruzados de multa, así como a dos apariciones públicas como rea, además de algunas penitencias.
La historia fue descubierta por el profesor y antropólogo brasileño Luiz Mott.

## Homenajes
En su honor, por haber sido la mujer más humillada y castigada del Brasil colonial, en 1998 se dio su nombre a la ONG Felipa de Souza. 
Por la misma razón, la Comisión Internacional Gay y Lésbica de Derechos Humanos instituyó el «Premio Felipa de Souza», principal distinción internacional de los Derechos Humanos de la Comunidad LGBT